# 鳳芳野
鳳 芳野（おおとり よしの、1947年3月19日 - ）は、日本の女優、声優。所属事務所は賢プロダクション。神奈川県横浜市出身。
以前は、加川 友里（かがわ ゆり）、加川 三起（かがわ みき）の芸名で活動していた。

## 略歴
法政大学女子高等学校（現：法政大学国際高等学校）卒業。
劇団東俳を経て、宮操子舞踏研究所、東京芸術座附属演劇研究所、東京アナウンスアカデミータレント研究科・声優科卒。
以前は東京俳優生活協同組合、アーツビジョン、シグマ・セブンに所属していた。

## 人物
声優としては、アニメ、洋画、テレビ番組のナレーションなど出演多数。
一時期休業しており、長年続けていた『ドラえもん』のスネ夫のママ役も降板、当時所属していたアーツビジョンも退社したが、その後賢プロダクション所属で復帰している。
趣味は読書、ドライブ。

## 出演

### テレビアニメ
1974年
- エースをねらえ!

1975年
- アンデス少年ペペロの冒険（ミナス）
- タイムボカン（母）

1976年
- 母をたずねて三千里
- 妖怪伝 猫目小僧（美音子）

1977年
- 無敵超人ザンボット3（1977年 - 1978年、ミチ、神江すみ江、神北公子）
- ヤッターマン（プロレスラー）

1978年
- はいからさんが通る（女教師）
- ペリーヌ物語
- 魔女っ子チックル（タミ）
- 無敵鋼人ダイターン3（1978年 - 1979年、レーネード、女、スミカ）

1979年
- 科学忍者隊ガッチャマンF（ゼルダ）
- 機動戦士ガンダム（育児官）
- こぐまのミーシャ（マゴマゴ）
- 闘士ゴーディアン（エリアス）
- ドラえもん（テレビ朝日版第1期）（スネ夫のママ〈初代〉、山田〈初代〉、税金鳥、女子、女性 他）
- ベルサイユのばら
- 野球狂の詩（女）

1980年
- 宇宙戦士バルディオス（1980年 - 1981年、エラ・クィンシュタイン）

1981年
- 太陽の使者 鉄人28号
- ヤットデタマン（おばあさん）
- ワンワン三銃士（フランソワの母、うまや係）

1982年
- おはよう!スパンク
- The・かぼちゃワイン（ヨシノ）
- 新みつばちマーヤの冒険（テントウ虫の母）
- スペースコブラ
- 超時空要塞マクロス（ラプ・ラミズ、よっちゃん、ミンメイのおばさん）
- 六神合体ゴッドマーズ（アシス 他）

1983年
- みゆき（保健医）

1984年
- 星銃士ビスマルク（ドクター・メロー）
- 北斗の拳（パトラ）

1985年
- 昭和アホ草紙あかぬけ一番!（1985年 - 1986年、八方リカ）
- はーいステップジュン（園長）

1986年
- 宇宙船サジタリウス（サラ）

1987年
- グリム名作劇場（1987年 - 1988年、粉ひきの女房、老婆）

1988年
- 小公子セディ（ルシル）
- 新グリム名作劇場（継母）
- 超音戦士ボーグマン（バリアン）

1990年
- オバタリアン（小百合）
- 私のあしながおじさん（農夫の妻、ジョアンナ・スローン）

1992年
- クレヨンしんちゃん（着付けの先生）

2001年
- はじめの一歩（木村の母）

2002年
- あたしンち（TVの声A）
- GetBackers-奪還屋-（花月の母）
- NARUTO -ナルト-（アガリ）
- ラーゼフォン（ばあや）

2003年
- 明日のナージャ（花嫁の母）
- 犬夜叉（尼）
- フルメタル・パニック? ふもっふ（ゲンさんの母）

2004年
- カレイドスター 新たなる翼（老婦人）
- 忘却の旋律（老婆）
- ローゼンメイデン（2004年 - 2005年、柴崎マツ） - 2シリーズ

2006年
- うっかりペネロペ（おばあちゃん）
- 西の善き魔女 Astraea Testament（タビサ・ホーリー）

2007年
- MOONLIGHT MILE（エリザベータ・コルサコフ） - 2シリーズ
- ロミオ×ジュリエット（エアリエル・ファルネーゼ）

2009年
- アラド戦記〜スラップアップパーティー〜（ダークエルフ総長）
- キディ・ガーランド（祖母）

2010年
- ストライクウィッチーズ2（アンナ・フェラーラ）

2011年
- ちはやふる（2011年 - 2020年、小学生大会の詠み手、宮内妙子〈2代目〉） - 2シリーズ

2013年
- 進撃の巨人（グンタ母）

2015年
- 蒼穹のファフナー EXODUS（ヘスター・ギャロップ）
- 名探偵コナン（2015年 - 2019年、植野晶代、宇賀神京子）
- うしおととら（おばあさん、祖母）

2016年
- 魔法つかいプリキュア!（2016年 - 2025年、教頭） - 2シリーズ
- SHOW BY ROCK!! #（委員長）

2017年
- 鬼平（産婆）

2018年
- ポケットモンスター サン&ムーン（アーゴヨン）
- からくりサーカス（貧困街の老婆）

2021年
- ポケットモンスター（ポプラ）
- ましろのおと（トシコ）

2023年
- 僕の心のヤバイやつ（市川の祖母）

2024年
- 終末トレインどこへいく?（オニオオハシ）

### 劇場アニメ
1980年
- ドラえもん のび太の恐竜（スネ夫のママ）
- まことちゃん

1981年
- 機動戦士ガンダム（フラウの母）

1983年
- ドラえもん のび太の海底鬼岩城（スネ夫のママ）

1984年
- 超時空要塞マクロス 愛・おぼえていますか（モルク・ラプラミズ）

1986年
- ドラえもん のび太と鉄人兵団（スネ夫のママ）
- 旅立ち 〜亜美・終章〜（野々村康子）

1987年
- ドラえもん のび太と竜の騎士（スネ夫のママ）

1991年
- ドラえもん のび太のドラビアンナイト（スネ夫のママ）
- ドラミちゃん アララ♥少年山賊団（骨川の妻）

2005年
- 名探偵コナン 水平線上の陰謀（女性客）

2008年
- ICE〈劇場版〉（キサラギ）

2016年
- 映画 魔法つかいプリキュア! 奇跡の変身!キュアモフルン!（教頭）
- ルドルフとイッパイアッテナ（おばあさん）

2017年
- 映画 プリキュアドリームスターズ!（魔法学校の教頭）

### OVA
1986年
- ガルフォース ETERNAL STORY（総司令）
- くりいむレモン 黒猫館（鮎川冴子）
- バイオレンスジャック ハーレムボンバー（ローズ）

1989年
- 寒月一凍悪霊斬り（黄昏陰歳）

1993年
- 続・黒猫館（鮎川冴子）

2003年
- はじめの一歩 間柴vs木村 死刑執行（木村の母）

2006年
- 水木しげるの妖怪ワールド 恐山物語 (みかり婆）

2007年
- ICE（キサラギ）

2019年
- 蒼穹のファフナー THE BEYOND（2019年 - 2020年、ヘスター・ギャロップ）

### ゲーム
- 幻想水滸伝IV（2004年、エレノア・シルバーバーグ）
- ポケモンマスターズ / EX（2019年 - 2023年、キクコ[16]）
- スター・ウォーズ 無法者たち（2024年、アシェガ女王[17]）

### ドラマCD
- 最終神話戦争イデアオペラ オリジナルドラマCD（ガイア）
  - 第2章 彷徨う冥界の扉
  - 第3章 輝ける悠遠の女神

### 吹き替え

#### 映画
- 悪魔の受胎（ケイト〈ステファン・ビーチェム〉）
- 足ながおじさん ※東京12ch版
- アニー・ホール
- アニマル・ハウス ※テレビ朝日版
- アパッチ砦・ブロンクス（シャーロット〈パム・グリア〉）
- ALI アリ
- ある日どこかで（ローラ・ロバーツ〈テレサ・ライト〉）※ソフト版
- アンセイン 〜狂気の真実〜
- 宇宙戦争 ※東京12ch版
- エンティティー 霊体 ※日本テレビ版
- 大いなる眠り（アグネス・ロゼル〈ジョーン・コリンズ〉）※TBS版
- 狼たちの午後
- 狼よさらば
- 終わりで始まりの4日間
- カイロの紫のバラ
- カトマンズの男（スージー・ポンシャベール〈マリア・パコム〉）※テレビ東京版
- カリフォルニア・スイート
- カリフォルニア・ドールズ
- ガントレット
- Kissingジェシカ
- 記憶の棘（エレノア〈ローレン・バコール〉）
- キューブ2（ペイリー夫人〈バーバラ・ゴードン〉）
- ゴーストワールド（ロベルタ）
- 最高の人生の見つけ方（シン看護師）
- サンゲリア（ポーラ・メナード夫人）
- サンダーボルト ※TBS版
- 地獄のコマンド
- シャーキーズ・マシーン（メイベル〈キャロル・ロカテリ〉）※テレビ朝日版（BD収録）
- スーパーマンII ※テレビ朝日版
- セレンディピティ
- ターゲット（リセ〈ヴィクトリア・フョドローヴァ〉）※フジテレビ版
- ダーティハンター
- ターミネーター（女性キャスター）※テレビ朝日版（日本語吹替完全版コレクターズブルーレイボックス収録）
- ターミネーター3
- タイタニック（マーガレット・“モリー”・ブラウン〈キャシー・ベイツ〉）※機内上映版
- 007 ドクター・ノオ
- 007 ロシアより愛をこめて（ケリムの女） ※TBS新録版
- 小さな目撃者
- チャイナタウン（アイダ・セッションズ〈ダイアン・ラッド〉）
- ディボース・ショウ
- ドラグネット 正義一直線（シルヴィア・ウィズ）※機内上映版
- トリコロールに燃えて
- ナショナル・セキュリティ
- ネバーセイ・ネバーアゲイン（マネーペニー〈パメラ・セイラム〉）※機内版
- 白熱（マギー〈ダイアン・ラッド〉）
- バグダッドの盗賊（ハリマ〈メアリー・モリス〉）※日本テレビ版
- 八点鐘が鳴るとき（スー・カークサイド〈ウェンディ・オルナット〉）※日本テレビ版
- バラバ
- ピンク・パンサー3
- ブラックサイト（ステラ・マーシュ）
- プルート・ナッシュ
- ボールズ・ボールズ
- マック（リンダ〈ローラ・ウォーターベリー〉）
- 真夜中のカーボーイ ※NETテレビ版
- マンマ・ミーア! ヒア・ウィー・ゴー（ルビー・シェリダン〈シェール〉）
- 蜜の味 〜テイスト オブ マネー〜（ペク・クモク〈ユン・ヨジョン〉）
- 無防備都市（イングリッド）※NHK版
- 猛獣大脱走
- モナリザ・スマイル（アマンダ・アームストロング〈ジュリエット・スティーブンソン〉）※機内上映版
- 郵便配達は二度ベルを鳴らす
- 欲望という名の電車 ※テレビ版
- ラビッド（ロクサーヌ・ケロイド〈パトリシア・ゲイジ〉）
- リトルシークレッツ
- 理由なき反抗 ※TBS版
- わたしは目撃者

#### ドラマ
- アメリカン・ヒーロー
- ER XI 緊急救命室 #2（マリー・バークレー〈ヴァレリー・カーティン〉）
- ウルトラマンG
- キャッスル 〜ミステリー作家は事件がお好き（マーサ・ロジャーズ〈スーザン・サリヴァン〉）
- 宮廷女官チャングムの誓い
- クリミナル・マインド7 FBI行動分析課（ミルグラム夫人）
- クリミナル・マインド 特命捜査班レッドセル
- 原子力超特急スーパートレイン（ローズ・ケイシー〈ニタ・タルボット〉）
- ジェシカおばさんの事件簿 #1
- 事件記者コルチャック
- ステート・ウイズイン〜テロリストの幻影〜（ジャッキー・ガードナー夫人）
- そりゃないぜ!? フレイジャー
- ニュースルーム（レオナ・ランシング〈ジェーン・フォンダ〉）
- 24 -TWENTY FOUR-（エドガーの母、カレン・ヘイズ、救急センターの受け付けの声）
- ブラザーズ&シスターズ（エミリー・クラフト）
- ボードウォーク・エンパイア 欲望の街
- マーダーズ・イン・ビルディング シーズン2（レオノーラ〈シャーリー・マクレーン〉[18]）

#### アニメ
- おさるのジョージ（アンナ）
- おさるのジョージ5/めざせカウボーイ（ジニーの母）

### 特撮
1973年
- ジャンボーグA（デモンゴーネ〈女〉の人間態と声）

1974年
- イナズマンF（鬼女の声）

1976年
- 超神ビビューン（母親）

1978年
- 透明ドリちゃん 第17話（ルミの母）
- UFO大戦争 戦え! レッドタイガー（指揮官の声）

1982年
- 宇宙刑事ギャバン（ゴシキダブラーの声）

1985年
- 電撃戦隊チェンジマン（ミラルカの声）

### テレビドラマ
- さかなちゃん
- 三男三女婿一匹 第1話
- 岸辺のアルバム 第12話（アパートの主婦）
- 大都会 闘いの日々
  - 第13話（ラブホテル従業員）
  - 第24話（被害女性）
- 太陽にほえろ!（日本テレビ / 東宝） 第232話「新しき友」（1976年12月24日） - 竜崎房江 ※加川三起名義
- 大都会 PARTII 第11話（小倉美江）
- 浮浪雲 第11話
- やっちゃば育ち
- ゆうひが丘の総理大臣 第16話

### ナレーション
- 海外ドキュメンタリー〜幻の民・ケルト人
- 輝く命〜衝撃の運命と家族の愛番宣
- COSMIC SAFARIプラネタリウム
- CNNモーニング
- CNNデイウォッチ
- タモリ倶楽部
- 追跡シリーズ〜女囚監獄
- 松本被告判決特番

### ボイスオーバー
- あすの世界と日本
- 奇跡の扉 TVのチカラ
- サイエンスミステリー
- 女性監督は語る
- マーサ・スチュワート・リビング

## 休業中の代役・後任
鳳の休業中に、持ち役を引き継いだ人物は以下の通り。
| 後任         | 役名               | 概要作品                                    | 後任の初担当作品          |
| ------------ | ------------------ | ------------------------------------------- | ------------------------- |
| 横尾まり     | スネ夫のママ       | 『ドラえもん（テレビ朝日版第1期）』         | 454話Aパート              |
| 津野田なるみ | モルク・ラプラミズ | 『超時空要塞マクロス 愛・おぼえていますか』 | 『スーパーロボット大戦α』 |